# 葛城襲津彦
葛城襲津彦（かずらき の そつひこ/かづらき-/かつらぎ-/かずらぎ-，生没年不詳，估计约为4世纪末或5世纪上半叶），是記紀和其他资料中提到的日本古代人物。
他是葛城氏及其宗族的创始人武內宿禰的儿子，履中天皇（第17代）、反正天皇（第18代）、允恭天皇（第19代）的外祖父。他是一个传奇人物，据说在古代日本与朝鮮的外交中发挥了积极作用。